# Ґері Чепмен (плавець)
Ґері Чепмен (англ. Gary Chapman, 12 березня 1938 — 23 вересня 1978) — австралійський плавець.
Призер Олімпійських Ігор 1956 року.
Переможець Ігор Співдружності 1954, 1958 років.